# Fårtoft (Sundby Sogn)
 For alternative betydninger, se Fårtoft. (Se også artikler, som begynder med Fårtoft)
Fårtoft er et landområde beliggende på den nordlige side af øen Mors i Limfjorden. Området er en del af Sundby Sogn, og er beboet af ganske få mennesker. Der er store områder af uforstyrret natur i Fårtoft med vandløb, små stykker skov og molerskrænter ned til Limfjorden, hvorfra der er udsigt over Thisted Bredning og Thisted by. 
Dog præges landskabet af flere molergrave fra 1970'erne og opdyrkede marker. Fårtoft har også huset to teglværker, der blev revet ned i slutningen af 1970'erne. Man har fra stranden udskibet moler til Thisted. Molen derfra kan stadig ses den dag i dag.
Landskabet er meget bakket. Disse bakker stammer helt tilbage fra den sidste istid, hvor en isbræ stoppede lige på nordsiden af Mors, og skabte en ås langs kysten. Det højeste punkt er Brunhøj, der rejser sig 79 m over vandoverfladen og det ellers så flade Mors.
|  | Denne artikel om lokaliteten Fårtoft (Sundby Sogn) kan blive bedre, hvis der indsættes et (bedre) billede. Du kan hjælpe ved at afsøge Wikimedia Commons for et passende billede eller lægge et op på Wikimedia Commons med en af de tilladte licenser og indsætte det i artiklen. |

56°52′50″N 08°42′30″Ø / 56.88056°N 8.70833°Ø